# Cookstown Hockey Club
Der Cookstown Hockey Club ist ein Hockeyverein aus Cookstown, County Tyrone, Nordirland. Über die regionale Ulster Hockey Union gehört der 1951 gegründete Club der Irish Hockey Association an. Die 1. Herren stiegen 1967 in die zweite Liga auf und 1975 in die 1. Liga. Seitdem ist Cookstown erstklassig und spielt in der Premier League der Ulster Senior League. 2011 gewann das Team zum zweiten Mal den Irischen Landespokal. Auf europäischer Ebene nahm Cookstown als unterlegener Pokalfinalist 1981 an der zweitklassigen Euro Hockey Club Champions Trophy teil, da Pokalsieger Belfast YMCA nich bereit war an einem Sonntag zu spielen. Durch den Sieg bei dem Turnier in Rom sicherte das Team Irland 1982 einen Startplatz beim erstklassigen Euro Hockey Club Champions Cup. 1988 bedeutete der 7. Platz beim Euro Hockey Club Champions Cup Irlands Abstieg aus der Erstklassigkeit. 2011/2012 nahm das Team erstmals an der Euro Hockey League teil und traf auf Amsterdamer H&BC (1:10) und Reading HC (0:5) aus England, schied somit nach der Vorrunde aus. Neben der Herrensektion existieren fünf Juniorenteams und zwei Damenmannschaften. Die 1. Damen spielen ebenfalls in der höchsten Liga in Ulster.

## Erfolge Herren
| Europapokalbilanz Herren Feld |                       |        |       |             |
| Jahr                          | Wettbewerb            | Niveau | Platz | Ort         |
| 1981                          | Club Champions Trophy | 2      | 1     | Rom         |
| 1988                          | Club Champions Cup    | 1      | 7     | Bloemendaal |
| 2012                          | Euro Hockey League    | 1      | VR 24 | Antwerpen   |

- Euro Hockey Club Champions Trophy: 1981
- Irish Senior Cup: 1986-87, 2010-11
- Ulster Senior League: 1982-83, 2007–08, 2008–09, 2009-10
- Kirk Cup: 1988-89, 2002–03, 2006–07, 2008–09, 2009-10